# Sidney Fay Blake
Pour les articles homonymes, voir Blake.
Sidney Fay Blake est un botaniste américain, né le 31 août 1892 à Stoughton, Massachusetts et mort le 31 décembre 1959 à Beltsville dans le Maryland.

## Biographie
L’un de ses voisins n’est autre que le botaniste Robert Greenleaf Leavitt (1865-1942), travaillant à Harvard, qui l’initie étant enfant à la botanique. Blake étudie à Harvard aux côtés de Benjamin Lincoln Robinson (1864-1935) et Merritt Lyndon Fernald (1873-1950). Il y obtient son Bachelor of Arts en 1912, son Master of Arts à 1913 et son Ph. D. en botanique en 1917, avec une thèse portant sur le genre Viguiera. Il commence alors à travailler pour le bureau des plantes industrielles du Département de l'Agriculture des États-Unis et où il passe toute sa carrière. Il travaille sous la direction de Frederick Vernon Coville (1867-1937) à la standardisation des noms des végétaux. Il devient le président en 1943 de l’American Society of Plant Taxonomists. Il s’intéresse par ailleurs à la paléontologie et à Sherlock Holmes.

## Sources
- (en) Biographie du New York Botanical Garden.
- (en) Biographie du Smithsonian Institution Archives.